# Вайнберг Олег Наумович
Олег Наумович Вайнберг (8 грудня 1940, Українська РСР — 17 квітня 2024) — радянський український футбольний арбітр та тренер єврейського походження.

## Кар'єра тренера
У 1960-их та 1970-их роках обслуговував матчі Другої ліги СРСР переважно як головний арбітр. Після звільнення Володимира Ониська, з вересня й до кінця 1980 року очолював «Поділля» (Хмельницький). У 1981 року перейшов на посаду технічного директора «Поділля». Потім знову повернувся до роботи суддею в матчах Другої ліги СРСР. Працював головою Хмельницької обласної федерації футболу. Наприкінці 1980-их роках емігрував за кордон. 
Помер 17 квітня 2024 року в Ізраїлі.